# Jason Moore
Jason Moore (Fayetteville, 22 ottobre 1970) è un regista statunitense. Attivo al cinema, in televisione e soprattutto a teatro, ha diretto fra gli altri il film Voices, alcuni episodi della serie televisiva Dawson's Creek e vari musical andati in scena a Broadway.

## Biografia
Laureatosi presso la Northwestern University, Moore debutta a soli 17 anni come uno dei registi della prima rappresentazione di Les Miserables tenutasi a Broadway, ruolo che mantiene per ben 16 anni, dal 1987 al 2003. Durante tale esperienza, Moore lavora anche ad altre opere teatrali come The Floatplane Notebooks, oltre a debuttare come regista televisivo nel 2001 dirigendo tre episodi della nota serie Dawson's Creek. Dopo aver lasciato la regia di Les Miserables, sempre nel 2003 dirige il musical Avenue Q: dopo un debutto off-Broadway, l'opera approda a Broadway nel dicembre nello stesso anno. Moore viene confermato alla regia del musical fino a settembre 2009: In questo periodo lo spettacolo ha vinto tre Tony Awards ed è stato rappresentato in numerosi teatri statunitensi, anche al di fuori di Broadway.
Durante e dopo la regia di Avenue Q, Moore dirige anche altri musical di Broadway come Jerry Springer: The Opera, Steel Magnolias e Shrek The Musical, oltre a mantenersi attivo anche in campo televisivo. La regia di Shrek The Musical lo tiene impegnato per un periodo di due anni, dal 2008 al 2010. Nel 2012 debutta come regista cinematografico nel musical Voices, primo capitolo della trilogia di Pitch Perfect con cui ottiene un incasso di oltre 115 milioni di dollari a livello globale. Seppur non partecipando alla regia dei sequel, Moore ha comunque lavorato anche a tali film nelle vesti di produttore. Nel 2013 dirige l'episodio pilota della nota serie Tre mogli per un papà, nonché altri due episodi della medesima trasmissione.
Nel 2015 pubblica il suo secondo film Le sorelle perfette, anche questa volta con un grande riscontro di pubblico: al botteghino il film incassa circa 105 milioni di dollari. Riprende dunque a lavorare a teatro, dirigendo i musical di Broadway come Fully Committed e The Cher Show, quest'ultimo per circa un anno. Nel 2022 dirige il film Shotgun Wedding, con protagonisti Jennifer Lopez e Josh Duhamel.

## Filmografia

### Cinema
- Voices (2012)
- Le sorelle perfette (2015)
- Un matrimonio esplosivo (Shotgun Wedding) (2023)

### Televisione
- Dawson's Creek – Serie TV, 3 episodi (2001-2002)
- Everwood – Serie TV, 3 episodi (2002-2004)
- One Tree Hill – Serie TV, 1 episodio (2003)
- Brothers & Sisters - Segreti di famiglia – Serie TV, 1 episodio (2007)
- Tre mogli per un papà – Serie TV, 3 episodi (2013-2014)